# Paweł (Lebiediew)
Paweł, imię świeckie Pietr Wasiljewicz Lebiediew (ur. 30 listopada?/12 grudnia 1827 w guberni twerskiej, zm. 11 kwietnia?/23 kwietnia 1892 w Kazaniu) – rosyjski biskup prawosławny.

## Życiorys
Był synem prawosławnego psalmisty. Ukończył seminarium duchowne w Twerze (1843), a następnie Petersburską Akademię Duchowną (1853). W roku uzyskania w niej dyplomu złożył 28 czerwca śluby mnisze, 5 lipca przyjął święcenia diakońskie, zaś 26 września – kapłańskie. W 1855 obronił dysertację magisterską. Od 1857 do 1859 był inspektorem seminarium duchownego w Petersburgu, od 1858 jako archimandryta. Od 1859 do 1861 był inspektorem Petersburskiej Akademii Duchownej, w której wykładał także teologię dogmatyczną. W 1861 przeniesiony do pracy w seminarium w Smoleńsku jako jego rektor, otrzymał równocześnie godność przełożonego monasteru Przemienienia Pańskiego i św. Abrahama w Smoleńsku. W 1866 został rektorem seminarium w Petersburgu.
8 września 1868 miała miejsce jego chirotonia na biskupa wyborskiego, wikariusza eparchii petersburskiej. W roku następnym, pozostając wikariuszem tejże eparchii, przyjął tytuł biskupa ładoskiego. W 1871 został przeniesiony na katedrę kiszyniowską i chocimską. Jego praca w tejże eparchii, do której rozwoju wydatnie się przyczynił, sprawiła, iż nadano mu przydomek „apostoła Besarabii”. Równocześnie prowadził w Besarabii politykę rusyfikacji Cerkwi, wymuszając na parafiach i monasterach porzucanie języka liturgicznego rumuńskiego (mołdawskiego) i przechodzenie na język cerkiewnosłowiański oraz rosyjski (w kazaniach). Mimo prowadzonych przez niego działań w tym kierunku w roku jego wyjazdu z Besarabii (1882) język mołdawski obowiązywał nadal w 417 wiejskich parafiach, podczas gdy cerkiewnosłowiański i rosyjski wprowadzono do 608. Po ośmiu latach otrzymał godność arcybiskupa. W 1882 mianowany arcybiskupem kartlińskim i kachetyńskim, egzarchą Gruzji i stałym członkiem Świątobliwego Synodu Rządzącego. Szybki awans w hierarchii cerkiewnej zawdzięczał m.in. rekomendacjom metropolity moskiewskiego Filareta, który poznał go jako wykładowcę Petersburskiej Akademii Duchownej i wysoko cenił jego pracę. 
W Gruzji kontynuował podjętą przez swoich poprzedników politykę rusyfikacyjną w Cerkwi, wprowadzając do nabożeństw język cerkiewnosłowiański i zwalczając miejscowe tradycje gruzińskie. W 1886, przemawiając w czasie pogrzebu rektora seminarium duchownego w Tyflisie, Czudieckiego, zamordowanego przez seminarzystę Joseba Lagiaszwilego za publiczną obrazę języka gruzińskiego, określił cały naród gruziński jako przeklęty. Według innej wersji egzarcha przeklął jedynie środowisko, z którego wywodzą się „bandyci, tacy jako Lagiaszwili”. Jego gruzińscy słuchacze uznali, że tym samym klątwą kościelną obłożony został cały naród. Przeciwko jego słowom zaprotestował marszałek szlachty guberni tyfliskiej Dmetre Kipjani, który za karę został pozbawiony stanowiska i zesłany do Stawropola.
Powodem jego odwołania z katedry był zamach dokonany na niego przez seminarzystę. Incydent ten wyciszono (nie pisały o nim rosyjskie gazety), jednak biskup został w 1887 przeniesiony po raz kolejny, tym razem na katedrę kazańską i swijaską. Na katedrze kazańskiej biskup Paweł zmienił swoje nastawienie do wiernych narodowości nierosyjskiej. Popierał tworzenie szkół dla rdzennej ludności, wyświęcał na prawosławnych kapłanów ochrzczonych jej przedstawicieli.
Wskutek rany odniesionej w zamachu w 1887 jego stan zdrowia sukcesywnie się pogarszał. Według wspomnień swojego wikariusza, biskupa czeboksarskiego Nikanora, w 1891 metropolita Paweł nie był już w stanie zarządzać eparchią i przekazał mu jej faktyczny zarząd. W 1892 zachorował na zapalenie płuc i zmarł 23 kwietnia tegoż roku w czasie modlitwy. Został pochowany w katedralnym soborze Zwiastowania w Kazaniu przy ołtarzu Świętych Borysa i Gleba.
Przez współczesnych sobie Rosjan był postrzegany jako mądry, sprawiedliwy i miłościwy duchowny, obdarzony talentem kaznodziejskim, szczodry dla ubogich i niedbający o własne bogactwo. Inny obraz jego postaci przedstawił Nikołaj Durnowo w wydanej na krótko po śmierci biskupa pracy. Zarzucił on Pawłowi zniszczenie struktur cerkiewnych w Gruzji, gwałtowny charakter, negatywnie ocenił także jego pracę w Besarabii, gdzie miał zniszczyć setki ksiąg liturgicznych w języku mołdawskim.